# Georgetown (Maine)
Georgetown ist eine Town im Sagadahoc County des Bundesstaates Maine in den Vereinigten Staaten. Im Jahr 2020 lebten dort 1058 Einwohner in 1047 Haushalten (in den Vereinigten Staaten werden auch Ferienwohnungen als Haushalte gezählt) auf einer Fläche von 167,21 km².

## Geographie
Nach dem United States Census Bureau hat Georgetown eine Gesamtfläche von 167,21 km², von der 48,12 km² Land sind und 119,09 km² aus Gewässern bestehen.

### Geographische Lage
Georgetown liegt im Südosten des Sagadahoc Countys und grenzt an das Lincoln County. Das Gebiet von Georgetown liegt hauptsächlich auf der Insel Georgetown, die vom Kennebec River im Süden und Sheepscot River im Norden, in deren Mündungsgebiet in den Atlantischen Ozean, umflossen wird. Diese ist durch eine Brücke mit dem benachbarten Arrowsic im Westen verbunden. Auf der Insel befinden sich nur wenige Seen, wie der Clareys Pond im Westen und der Charles Pond im Osten. Weitere Inseln gehören zum Gebiet der Town. Zu diesen zählen Beal Island, Georgetown Island (ehemals auch genannt: Erascohegan Island, Great Island of Sagadahoc, Parker’s Island), Long Island, MacMahan Island, Malden Island, Salter Island, Stage Island (ehemals Sagadahoc Island) und Webber Island. Außer Georgetown Island ist nur noch Mac Mahan Island bewohnt. Am weitesten in den Ozean hinein ragt die Insel Seguin Island mit ihrem Leuchtturm. Die Oberfläche des Gebietes ist eher eben, ohne nennenswerte Erhebungen.

### Nachbargemeinden
Alle Entfernungen sind als Luftlinien zwischen den offiziellen Koordinaten der Orte aus der Volkszählung 2010 angegeben.
- Norden: Westport Island, Lincoln County, 23,2 km
- Nordosten: Boothbay Harbor, Lincoln County, 18,6 km
- Osten: Southport, Lincoln County, 14,0 km
- Südwesten: Phippsburg, 6,6 km
- Westen: Arrowsic, 17,7 km
- Nordwesten: Woolwich, 28,0 km

### Stadtgliederung
In Georgetown gibt es mehrere Siedlungsgebiete: Bay Point, Five Islands, Georgetown, Georgetown Center, Indian Point, Kennebec Point, MacMahan, Marrtown, North Georgetown, Robinhood, Watts Settlement und West Georgetown.

### Klima
Die mittlere Durchschnittstemperatur in Georgetown liegt zwischen −6,7 °C (20 °F) im Januar und 21,1 °C (70 °F) im Juli. Damit ist der Ort gegenüber dem langjährigen Mittel der USA um etwa 9 Grad kühler. Die Schneefälle zwischen Oktober und Mai liegen mit bis zu zweieinhalb Metern mehr als doppelt so hoch wie die mittlere Schneehöhe in den USA; die tägliche Sonnenscheindauer liegt am unteren Rand des Wertespektrums der USA.

## Geschichte
Von den Abenaki wurde die Insel Erascohegan genannt, übersetzt bedeutet dies guter Ort zum Speerfischen. Im Jahr 1649 kaufte John Parte, ein Fischer aus Bedfordshire in England, das Gebiet von Häuptling Mowhotiwormet, auch bekannt als Häuptling Robinhood, für ein großes Fass Rum und ein paar Kürbisse. Parker ließ sich auf der später nach ihm benannten Parker`s Island nieder.
Während des King Philip’s War wurden die Siedlungen im Kennebec River Valley von Indianern angegriffen und niedergebrannt. Erneut passierte dies im Jahr 1689 im King William’s War und erst nach dem Frieden von Utrecht ließen sich erneut europäische Siedler nieder.
Zunächst wurde im Jahr 1714 Newtown-on-Arrowsic am südlichen Ende von Arrowsic Island besiedelt und wieder aufgebaut. Der Massachusetts General Court führte die Gründung der Town im Jahr 1716 als Georgetown-on-Arrowsic. Benannt wurde sie nach dem Fort St. George. Zum Gebiet gehörten ebenfalls Parter`s Island, Woolwich, Phippsburg und Bath. Damals noch einschließlich des Gebietes von West Bath.
Von den Kriegshandlungen im Drummer`s War betroffen, siedelten sich in der Region ab den 1750er Jahren wieder Siedler an und nach dem Frieden im Jahr von 1759 konnten die Siedlungen weiter wachsen.
Neben der Handelsmarine und der Fischerei, die die Haupterwerbszweige in dem Gebiet waren, wurde das Land als Weideland und für die Viehzucht genutzt. Butter und Käse wurden produziert. Im Jahr 1858 gab es zwei Sägewerke, einen Segelmacher und einen Schiffbauer.
Das Gebiet von Parker`s Island wurde im Jahr 1738 und das Gebiet von Small Point, heute Phippsburg, im Jahr 1741 von North Yarmouth hinzugenommen. Das Gebiet von Bath wurde als eigenständige Town im Jahr 1781 organisiert, Phippsburg im Jahr 1814 und Arrowsic im Jahr 1841 abgespalten und eigenständig organisiert.

### Einwohnerentwicklung
| Volkszählungsergebnisse – Town of Georgetown, Maine | Volkszählungsergebnisse – Town of Georgetown, Maine | Volkszählungsergebnisse – Town of Georgetown, Maine | Volkszählungsergebnisse – Town of Georgetown, Maine | Volkszählungsergebnisse – Town of Georgetown, Maine | Volkszählungsergebnisse – Town of Georgetown, Maine | Volkszählungsergebnisse – Town of Georgetown, Maine | Volkszählungsergebnisse – Town of Georgetown, Maine | Volkszählungsergebnisse – Town of Georgetown, Maine | Volkszählungsergebnisse – Town of Georgetown, Maine | Volkszählungsergebnisse – Town of Georgetown, Maine |
| Jahr                                                | 1700                                                | 1710                                                | 1720                                                | 1730                                                | 1740                                                | 1750                                                | 1760                                                | 1770                                                | 1780                                                | 1790                                                |
| --------------------------------------------------- | --------------------------------------------------- | --------------------------------------------------- | --------------------------------------------------- | --------------------------------------------------- | --------------------------------------------------- | --------------------------------------------------- | --------------------------------------------------- | --------------------------------------------------- | --------------------------------------------------- | --------------------------------------------------- |
| Einwohner                                           |                                                     |                                                     |                                                     |                                                     |                                                     |                                                     |                                                     |                                                     |                                                     | 1333                                                |
| Jahr                                                | 1800                                                | 1810                                                | 1820                                                | 1830                                                | 1840                                                | 1850                                                | 1860                                                | 1870                                                | 1880                                                | 1890                                                |
| Einwohner                                           | 1534                                                | 1998                                                | 1165                                                | 1258                                                | 1356                                                | 1121                                                | 1254                                                | 1135                                                | 1080                                                | 849                                                 |
| Jahr                                                | 1900                                                | 1910                                                | 1920                                                | 1930                                                | 1940                                                | 1950                                                | 1960                                                | 1970                                                | 1980                                                | 1990                                                |
| Einwohner                                           | 799                                                 | 742                                                 | 429                                                 | 361                                                 | 420                                                 | 510                                                 | 490                                                 | 464                                                 | 735                                                 | 914                                                 |
| Jahr                                                | 2000                                                | 2010                                                | 2020                                                | 2030                                                | 2040                                                | 2050                                                | 2060                                                | 2070                                                | 2080                                                | 2090                                                |
| Einwohner                                           | 1020                                                | 1042                                                | 1058                                                |                                                     |                                                     |                                                     |                                                     |                                                     |                                                     |                                                     |

## Kultur und Sehenswürdigkeiten

### Bauwerke
In Georgetown wurden mehrere Bauwerke unter Denkmalschutz gestellt und ins National Register of Historic Places aufgenommen.
- Grey Havens Inn, 1985 unter der Register-Nr. 85000614.[9]
- Heal Family House, 1994 unter der Register-Nr. 94001243.[10]
- Benjamin Riggs House, 1988 unter der Register-Nr. 88003008.[11]
- Riggs-Zorach House, 1988 unter der Register-Nr. 88003007.[12]
- Perkins Island Light Station, 1988 unter der Register-Nr. 87002282.[13]
- Robinhood Free Meetinghouse, 2016 unter der Register-Nr. 16000677.[14]
- Seguin Island Light Station, 1977 unter der Register-Nr. 77000084.[15]
- Stone Schoolhouse, 1977 unter der Register-Nr. 77000085.[16]

## Wirtschaft und Infrastruktur

### Verkehr
Die Maine State Route 127 verläuft in westöstlicher Richtung durch das Gebiet von Georgetown und verbindet Georgetown mit Arrowsic im Westen.

### Öffentliche Einrichtungen
In Georgetown gibt es keine medizinischen Einrichtungen oder Krankenhäuser. Nächstgelegene Einrichtungen für die Bewohner von Arrowsic befinden sich in Boothbay Harbor, Bath und Brunswick.
In Georgetown befindet sich die Richards Library in der Five Islands Road.

### Bildung
Georgetown gehört mit Arrowsic, Bath, Phippsburg, West Bath und Woolwich zum Regional School Unit 1 (RSU 1).
Im Schulbezirk werden folgende Schulen angeboten:
- Dike Newell School in Bath, mit den Schulklassen von Pre-Kindergarten bis Klasse 2
- Fisher Mitchell School in Bath, mit den Schulklassen von Klasse 3 bis 5
- Bath Middle School in Bath, mit den Schulklassen von Klasse 6 bis 8
- Morse High School in Bath, mit den Schulklassen von Klasse 9 bis 12
- Phippsburg Elementary School in Phippsburg, mit den Schulklassen von Pre-Kindergarten bis Klasse 5
- Woolwich Central School in Woolwich, mit den Schulklassen von Pre-Kindergarten bis Klasse 8

## Persönlichkeiten

### Persönlichkeiten, die vor Ort gewirkt haben
- Gaston Lachaise (1882–1935), Bildhauer